# 林明鋒
林明鋒（4月21日—）是台灣的漫畫家。出生於嘉義縣。血型B型。
代表作為《蜀雲藏龍記》。

## 簡歷
- 林明鋒在成為漫畫家前，為出版社美術編輯。漫畫作品內容多以武俠為主，畫技風格平樸寫實。1992年獲得東立出版社第一屆東立漫畫新人獎後入行，後來成為東立出版社簽約漫畫家。欣賞漫畫家為北條司、池上遼一、鄭問等人。亦有創作兒童插畫及設計類作品。
- 林明峰漫畫代表作《蜀雲藏龍記》為入行後的處女作，在《新少年快報》第33期開始第一部連載。《蜀雲藏龍記》廣受讀者好評，因此畫至第三部，後來轉至《龍少年》月刊連載。該作以三國時代諸葛亮少年時期為背景，描寫其與黃月英間感情故事。劇情並延伸三國時代紛爭，然內容部分參考為野史傳說，與史實並不完全相同。《蜀雲藏龍記》總計發行三部共11集。
- 2000年8月以台灣布袋戲國寶黃俊雄之原作所改編同名漫畫《雲州大儒俠史艷文》，並於東立《寶島少年》連載。除在台發行外，亦授權海外發行泰文等版本。
- 2003年《龍少年》因行政院新聞局補助而復刊，林明鋒受邀於第2期連載，發表武俠漫畫《洪蝠齊天》，以明清時期海盜肆虐的時代為背景，一張藏寶圖為引，講述少年洪蝠對抗惡寇的故事。

## 作品一覽

### 四格漫畫
- 笑三國

### 長篇漫畫
- 蜀雲藏龍記 - 第一部：大地鷹揚（《新少年快報》第33 - 47期間連載）
- 蜀雲藏龍記 - 第二部：亂世龍吟
- 蜀雲藏龍記 - 第三部：霸業英雄圖（《龍少年》月刊連載）第8期
- 雲州大儒俠史艷文（《寶島少年》連載）
- 洪蝠齊天（《龍少年》月刊連載）

### 單行本
- 蜀雲藏龍記 - 第一部：大地鷹揚，全2集，1994年1月15日東立出版
- 蜀雲藏龍記 - 第二部：亂世龍吟，全2集，1995年4月1日東立出版
- 蜀雲藏龍記 - 第三部：霸業英雄圖，全7集，1996年1月15日東立出版
- 雲州大儒俠史艷文， 全8集，2000年8月20日東立出版
- 洪蝠齊天，全2集，2006年9月1日東立出版

## 外部連結
- 林明鋒漫畫世界 （页面存档备份，存于）
- 林明鋒網誌[永久]
- 東立漫畫家專訪 - 林明鋒 （页面存档备份，存于）